# سیری استفن
سیری استفن (ایسلندی: Sirry Steffen؛ زادهٔ ۲۹ مهٔ ۱۹۳۸) بازیگر اهل ایسلند است.

از فیلم‌ها یا مجموعه‌های تلویزیونی که وی در آن‌ها نقش داشته است، می‌توان به «دهیتلر» (۱۹۶۲) اشاره نمود.